# Даль, Максим
Максим Бора Даль (нем. Maxim Bora Dal; родился 26 января 2006) — немецкий футболист, центральный защитник клуба «Майнц 05».

## Клубная карьера
Воспитанник футбольной академии клуба «Майнц 05». В мае 2023 года подписал с клубом контракт до 2027 года.

## Карьера в сборной
Выступал за сборные Германии до 16 и до 17 лет.
В 2023 году в составе сборной Германии до 17 лет принял участие в чемпионате Европы в Венгрии. Провёл два матча группового этапа, затем был удалён на 15-й минуте четвертьфинального матча против Швейцарии, из-за дисквалификации пропустил полуфинал, но вернулся на поле в финальном матче против сборной Франции, в котором немцы одержали победу.

## Достижения
Сборная Германии (до 17 лет)
- Победитель чемпионата Европы до 17 лет: 2023
- Победитель чемпионата мира до 17 лет: 2023